# حتی کوتوله‌ها در آغاز کوچک بودند
حتی کوتوله‌ها در آغاز کوچک بودند (آلمانی: Auch Zwerge haben klein angefangen) فیلمی در ژانر کمدی-درام به نویسندگی، تهیه‌کنندگی و کارگردانی ورنر هرتسوک است که در سال ۱۹۷۰ منتشر شد.